# Basilique Notre-Dame-de-l'Assomption de Zwolle
Cette  basilique n’est pas la seule basilique Notre-Dame-de-l'Assomption.
La basilique Notre-Dame-de-l'Assomption (en néerlandais : basiliek van Onze-Lieve-Vrouw-ten-Hemelopneming) est une église catholique de Zwolle aux Pays-Bas. Dédiée à l'Assomption de la B.V.M., elle dépend de l'archidiocèse d'Utrecht. 

## Histoire
Une chapelle dédiée à Notre-Dame est construite à l'origine, comme filiale de l'église Saint-Michel de Zwolle. L'église actuelle, donnant sur l'Ossenmarkt, est construite en quatre phases. La première phase date de 1394 à 1399 pour la construction du chœur, ensuite c'est au tour du transept et de la baie orientale de la nef qui sont achevés en 1417. Les travaux reprennent en 1452 pour terminer la nef en 1454. Enfin, la tour (connue sous le nom de Peperbus, poivrière en français) est élevée entre 1463 et 1484 avec une lanterne coiffée d'une petite coupole en 1540.
En 1580, le catholicisme est banni de la région et l'édifice sert à des usages civils. L'église est rendue en 1809 aux catholiques qui la restaurent. Des bas-côtés sont ajoutés en 1871. Ils sont retirés en 1975 à cause de la chute brutale de la pratique catholique dans le pays.
Le pape Jean-Paul II lui octroie le titre de basilique mineure le 18 octobre 1999, à l'occasion de son six-centième anniversaire.
Une image de saint Michel, patron de la ville, est particulièrement vénérée dans cette basilique.

## Thomas a Kempis
Les restes de Thomas a Kempis, auteur de L'Imitation de Jésus-Christ, ont été transférés dans cette basilique à la Pentecôte 2006. Ils se trouvaient auparavant à l'église Saint-Michel qui a dû fermer ses portes en 2005, à cause du manque de fidèles, et à l'origine au cimetière Bergklooster.

## Orgue

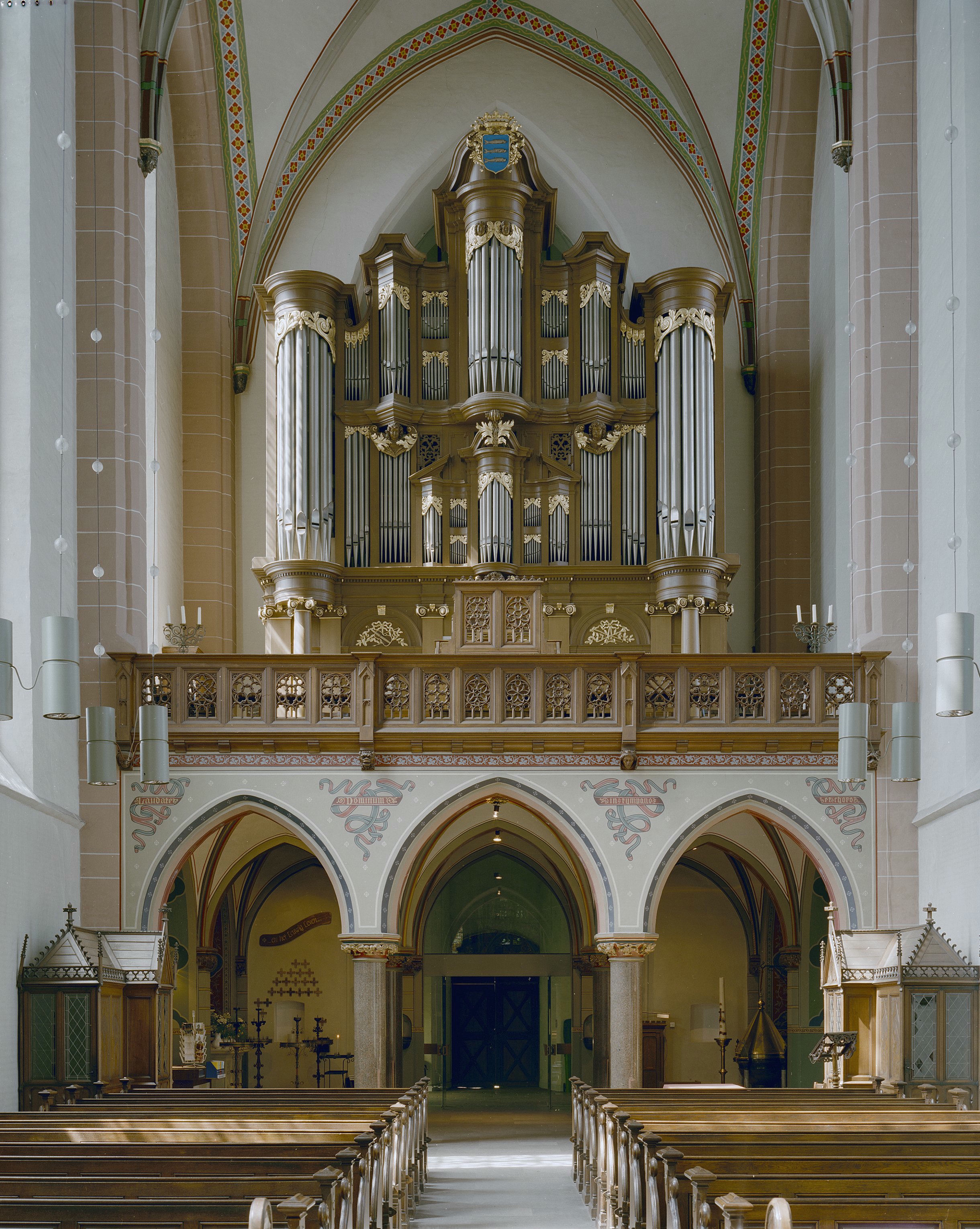
Vue de l'orgue

L'orgue de la basilique a été fabriqué en 1896 par Michael Maarschalkerweerd d'Utrecht, tandis que le buffet d'orgue date de l'année 1697. Il a été bâti pour l'église des Franciscains observants de Münster. Après la fermeture de l'église pendant l'occupation des Français en Westphalie, le buffet a été vendu à Zwolle. L'instrument possède trente-huit registres pour trois claviers et un pédalier,.
| I Hauptwerk C–f3 |     |
| Prestant         | 16′ |
| Quintadeen       | 16′ |
| Prestant         | 8′  |
| Violon           | 8′  |
| Roerfluit        | 8′  |
| Octaaf           | 4′  |
| Roerfluit        | 4′  |
| Quint            | 3′  |
| Octaaf           | 2′  |
| Mixtuur III-VI   |     |
| Cornet V         |     |
| Basson           | 16′ |
| Trompet          | 8′  |

| II Positif C–f3 |     |
| Bourdon         | 16′ |
| Vioolprestant   | 8′  |
| Zachtgedekt     | 8′  |
| Fl Harmoniek    | 8′  |
| Salicionaal     | 8′  |
| Prestant        | 4′  |
| Flûte dolce     | 4′  |
| Woudfluit       | 2′  |
| Mixtuur II-III  |     |
| Trompet         | 8′  |

| III Schwellwerk C–f3 |    |
| Holpijp              | 8′ |
| Fl. Travers          | 8′ |
| Viola di Gamba       | 8′ |
| Vox Celeste          | 8′ |
| Flute Octaviante     | 4′ |
| Piccolo              | 2′ |
| Vox Humana           | 8′ |

| Pedal C–d1  |     |
| Open Subbas | 16′ |
| Gedekt      | 16′ |
| Violon      | 16′ |
| Octaaf      | 8′  |
| Violoncello | 8′  |
| Open Fluit  | 4′  |
| Bazuin      | 16′ |
| Trombone    | 8′  |

## Illustrations

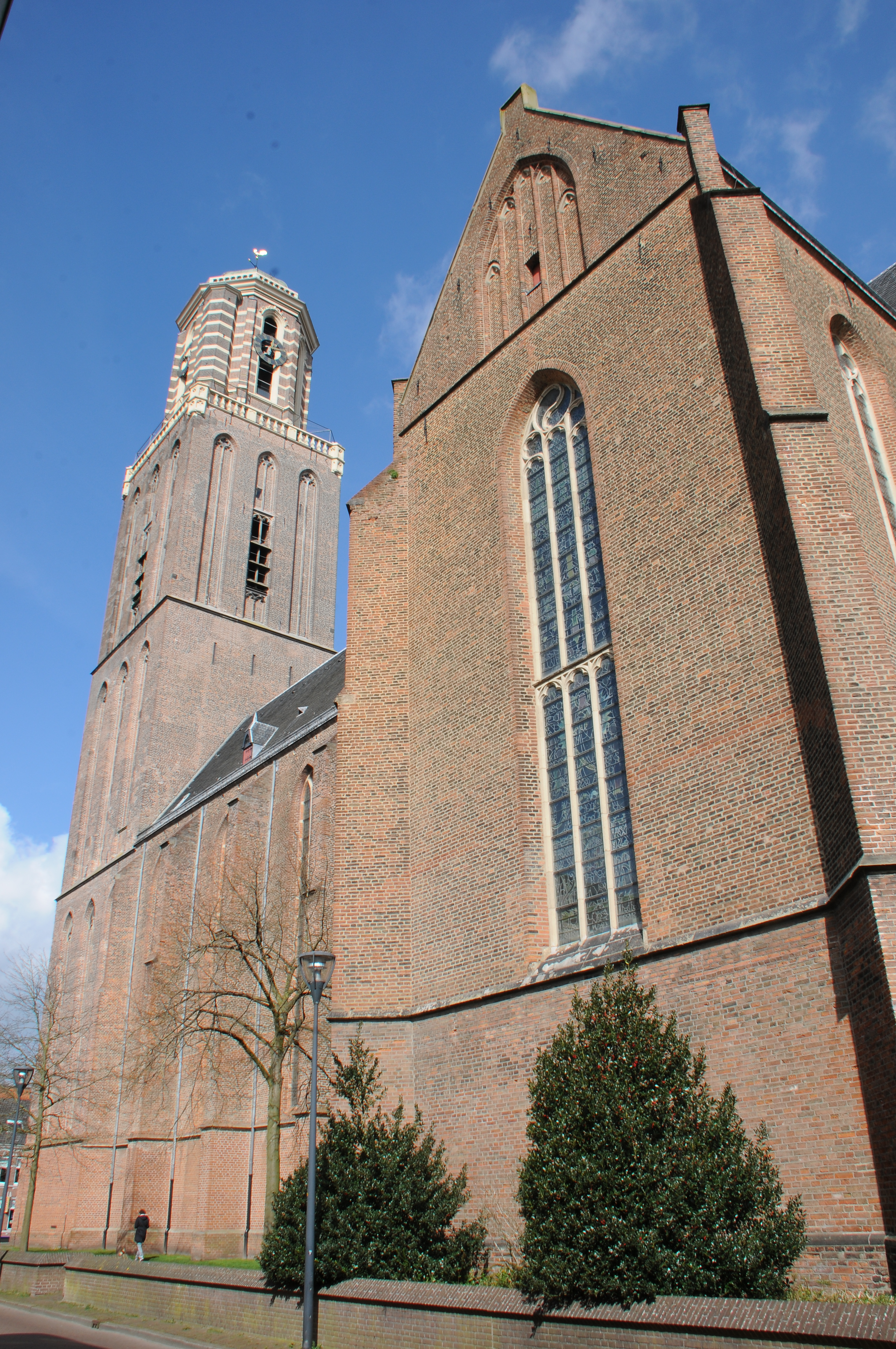
Vue de la basilique.
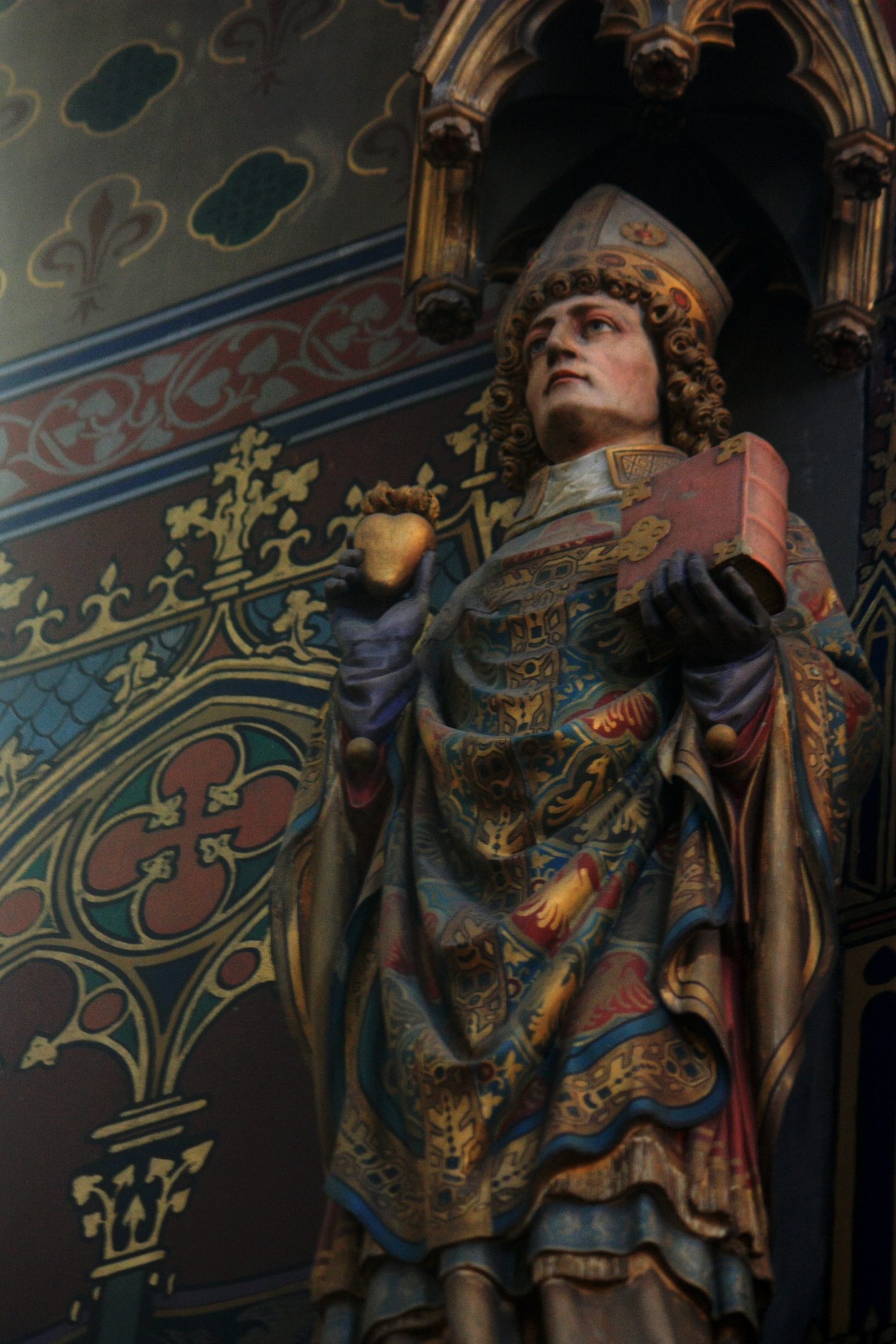
Statue de saint Augustin.
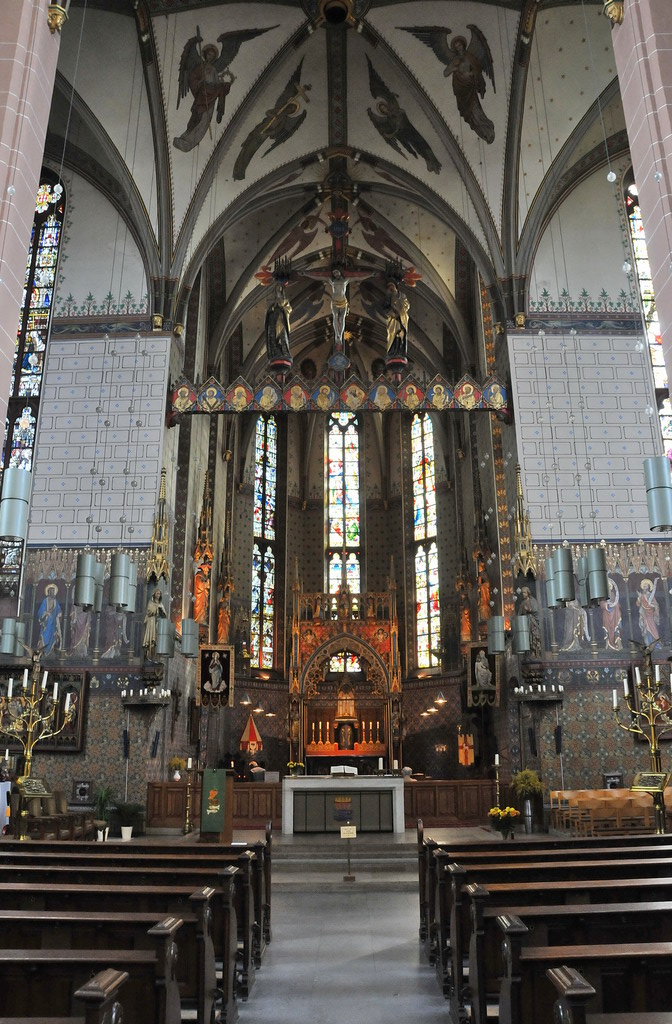
Vue du chœur.
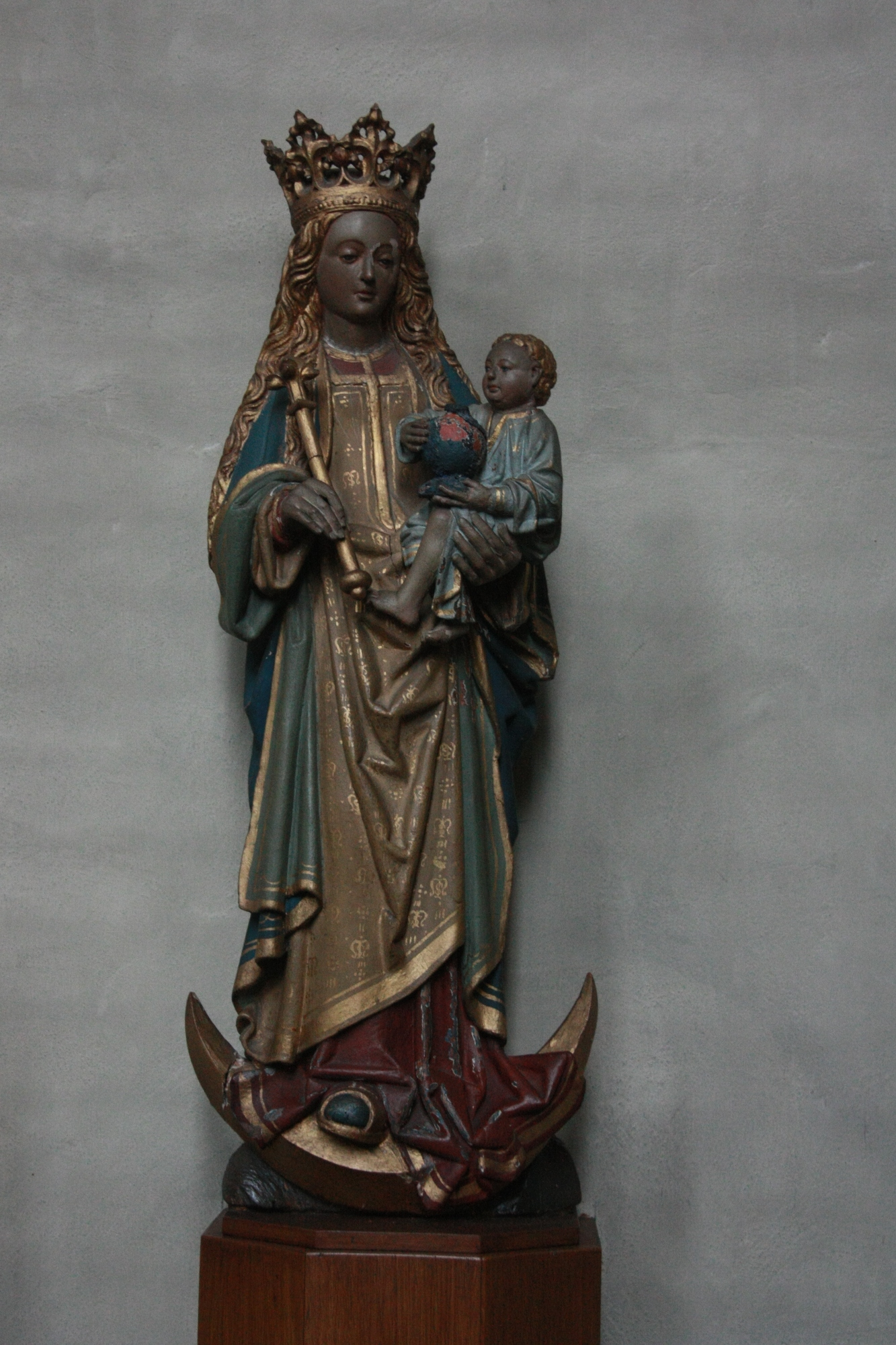
Vierge à l'Enfant du XVe siècle.
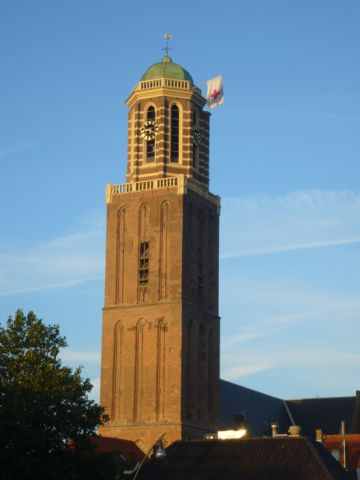
Vue de la tour.